# Heuliez TRIBUS GX 237
De Heuliez TRIBUS GX 237 of Heuliez GX 237 is een dubbelgeleed bustype van de Franse busfabrikant Heuliez Bus. De GX 237 is beschikbaar als drie-deursversie en vier-deursversie en is de enige dubbelgelede bus die ontwikkeld werd door Heuliez Bus tot op heden.

## Inzet
Dit bustype wordt voornamelijk in Frankrijk ingezet. In totaal werden 10 exemplaren en een demomodel geproduceerd.
| Land      | Bedrijf | Aantal | Bouwjaar | Inzet    |
| --------- | ------- | ------ | -------- | -------- |
| Frankrijk | CUB     | 10     | 1986     | Bordeaux |

## Verwante bustypes
- Heuliez GX 77H; Midibus versie
- Heuliez GX 107; Standaard stads- en streekbus versie
- Heuliez GX 113; Stadsbus versie voor Marseille
- Heuliez GX 187; Gelede versie